# Jenny Nimmo
Jenny Nimmo (* 15. Januar 1944 in Windsor) ist eine britische Schriftstellerin von Kinder- und Jugendbüchern. Ihre Arbeiten wurden mit mehreren Preisen ausgezeichnet. Bekannt geworden ist sie vor allem durch die Buchreihe Charlie Bone um die Abenteuer des Titelhelden als Nachkomme eines Magiers.

## Leben und Werk
Jenny Nimmo arbeitete zunächst als Schauspielerin, Drehbuchautorin und Abteilungsleiterin für das Kinderprogramm der BBC. 1975 veröffentlichte sie mit The Bronze Trumpeter ihr erstes Kinderbuch. Für ihren Roman The Snow Spider wurde sie 1986 von Booktrust, einer unabhängigen englischen Stiftung zur Förderung des Lesens, mit dem „Nestlé Smarties Book Prize“ ausgezeichnet. Ebenfalls für The Snow Spider erhielt sie 1987 vom Welsh Books Council (WBC) den „Tir na n-Og Award“. Im Jahr 1997 bekam Nimmo für The Owl Tree den „Gold Award des Nestlé Smarties Book Prize“.
Bekannt wurde sie vor allem durch ihre Buchreihe Charlie Bone. Nimmo, die im Alter von sechs bis elf Jahren ein Internat besuchte, erzählt darin die Geschichte des Titelhelden als Internatsschüler, der über magische Fähigkeiten verfügt. Alleine in den USA konnten bis Oktober 2005 insgesamt mehr als drei Millionen Exemplare der Reihe verkauft werden.
Jenny Nimmo ist mit dem Maler David Wynn Millward verheiratet. Sie hat drei Kinder und lebt in Wales in einer alten Windmühle.

## Werke
(Die Auflistung der Werke orientiert sich am Datum der Erstveröffentlichung. Die Reihenfolge der Serien richtet sich nach dem ersten veröffentlichten Band der jeweiligen Serie. Die Einteilung der Werke in Romane (Novels), Illustrierte Bücher (Illustrated Books) und Bilderbücher (Picture Books) folgt im Wesentlichen der Autorin. Die Angaben zur Internationalen Standardbuchnummer (ISBN) beziehen sich auf die erste Ausgabe des jeweiligen Werkes.)

### Die silberne Spinne
- Die silberne Spinne. 2007 ISBN 978-3-473-34712-4 bzw. Die magische Spinne. 2012 ISBN 978-3-473-52459-4 (The Snow Spider. 1986 ISBN 0-416-54530-0)
- Der silberne Mond. 2008 ISBN 978-3-473-34737-7 (Emlyn's Moon. 1987 ISBN 0-416-02392-4)
- Der silberne Prinz. 2009 ISBN 978-3-473-34796-4 (The Chestnut Soldier. 1989 ISBN 0-416-11402-4)

In der Originalausgabe erschien die Serie unter dem Titel Snow Spider. Der zweite Band (Emlyn's Moon) wurde 1989 unter dem abweichenden Titel Orchard of the Crescent Moon mit der ISBN 0-525-44438-6 erneut veröffentlicht.
Die deutschsprachige Ausgabe wurden von Regina Kehn illustriert.

### Ultramarine
- (Ultramarine. 1990 ISBN 0-416-15932-X)
- (Rainbow and Mr. Zed. 1992 ISBN 0-416-17222-9)

### Delilah Trilogie
- (Delilah and the Dogspell. 1991 ISBN 0-416-17232-6)
- (Delilah and the Dishwasher Dogs. 1993 ISBN 0-416-18769-2)
- (Delilah Alone. 1996 ISBN 0-416-19259-9)

### Legends from Wales
- (Gwion and the Witch. 1996 ISBN 1-85902-294-4)
- (Branwen: Legends from Wales. 1997 ISBN 1-85902-322-3)

Die beiden von Jac Jones illustrierten Geschichten beinhalten Nacherzählungen walisischer Legenden. Die Reihe Legends from Wales umfasst noch weitere Geschichten von verschiedenen anderen Autoren.

### Box Boys
- (The Box Boys and the Magic Shell. 1999 ISBN 0-340-73290-3)
- (The Box Boys and the Fairground Ride. 1999 ISBN 0-340-73291-1)
- (The Box Boys and the Bonfire Cat. 1999 ISBN 0-340-73292-X)
- (The Box Boys and the Dog in the Mist. 1999 ISBN 0-340-73293-8)

### Esmeralda
- (Esmeralda and the Children Next Door. 1999 ISBN 0-416-19363-3)
- (The Strongest Girl in the World. 2001 ISBN 0-7497-4712-9)

### Charlie Bone
- Charlie Bone und das Geheimnis der sprechenden Bilder. 2003 ISBN 3-473-34427-3 (Midnight for Charlie Bone. 2002 ISBN 0-7497-4888-5)
- Charlie Bone und die magische Zeitkugel. 2004 ISBN 3-473-34443-5 (The Time Twister. 2002 ISBN 1-4052-0220-3 bzw. Charlie Bone and the Time Twister)
- Charlie Bone und das Geheimnis der blauen Schlange. 2005 ISBN 3-473-34470-2 (The Blue Boa. 2004 ISBN 1-4052-0126-6 bzw. Charlie Bone and the Blue Boa bzw. Charlie Bone and the Invisible Boy)
- Charlie Bone und das Schloss der tausend Spiegel. 2006 ISBN 3-473-34476-1 (The Castle of Mirrors. 2005 ISBN 1-4052-0127-4 bzw.  Charlie Bone and the Castle of Mirrors)
- Charlie Bone und der rote König. 2006 ISBN 3-473-34484-2 (Charlie Bone and the Hidden King. 2006 ISBN 1-4052-0128-2)
- Charlie Bone und das Magische Schwert. 2008 ISBN 978-3-473-34723-0 (Charlie Bone and the Wilderness Wolf. 2007 ISBN 978-1-4052-3316-3 bzw. Charlie Bone and the Beast)
- Charlie Bone und der Schattenlord. 2009 ISBN 978-3-473-34967-8 (Charlie Bone and the Shadow of Badlock. 2008 ISBN 978-1-4052-4045-1 bzw. Charlie Bone and the Shadow)
- Charlie Bone und der scharlachrote Ritter. 2010 ISBN 978-3-473-34784-1 (Charlie Bone and the Red Knight. 2009 ISBN 978-1-4052-4823-5)

Charlie Bones Leben ändert sich schlagartig, als er herausfindet, dass er, wie viele in seiner Familie, eine besondere Fähigkeit hat. Sobald er ein Foto betrachtet, kann er die Stimmen der dort abgebildeten Personen sowie die sie umgebenden Geräusche hören. Seine Großmutter und ihre Schwestern haben schon lange auf das Erscheinen seiner Gabe gewartet und schicken ihn umgehend zur Bloor-Akademie. Auf diesem Internat werden Schüler mit besonderen Begabungen in Musik, Kunst und Theater unterrichtet sowie Kinder mit „besonderen Gaben“ wie Charlie. An der Akademie findet er mehr und mehr über seinen verschwundenen Vater heraus und erlebt mit neu gewonnenen Freunden gefährliche Abenteuer.
Die Reihe war ursprünglich auf fünf Bände ausgelegt  und umfasste schließlich acht Bände. In den englischsprachigen Ausgaben sind einzelne Bände unter bis zu drei verschiedenen Titeln erschienen. Die Titelbilder der deutschsprachigen Ausgaben wurden von Regina Kehn gestaltet.

### The Secret Kingdom
- Timoken und der Trank der Unsterblichkeit. 2012 ISBN 978-3-473-36838-9 (The Secret Kingdom. 2011 ISBN 978-1-4052-5732-9)
- (The Stones of Ravenglass. 2012 ISBN 978-1-4052-5733-6)
- (Leopard’s Gold. 2013 ISBN 978-1-4052-5734-3)

Die Trilogie handelt von der Herkunft und den Abenteuern Timokens, des magischen Vorfahren von Charlie Bone. Die englische Ausgabe der Reihe erschien unter dem Titel The Secret Kingdom, die amerikanische Ausgabe unter dem Titel Chronicles of the Red King.

### Weitere Romane
- Nachmittag mit Harlekin. 1982 ISBN 3-219-10248-4 (The Bronze Trumpeter. 1974 ISBN 0-207-95595-6)
- (Griffin's Castle. 1994 ISBN 0-416-19141-X)
- Der Ring der Rinaldi. 2002 ISBN 3-7855-4199-6 (The Rinaldi Ring. 1999 ISBN 0-7497-2819-1)
- (Milo's Wolves. 2001 ISBN 0-7497-3675-5)
- (Henry and the Guardians of the Lost. 2016 ISBN 978-1-4052-8087-7)
- (Gabriel and the Phantom Sleepers. 2018 ISBN 978-1-4052-8088-4)

### Weitere Illustrierte Bücher
- (Tatty Apple. 1984 ISBN 0-416-50280-6)
- (The Red Secret. 1989 ISBN 0-241-12463-8)
- (Jupiter Boots. 1990 ISBN 0-434-93076-8)
- (The Breadwitch. 1993 ISBN 0-434-96355-0)
- (The Stone Mouse. 1993 ISBN 0-7445-2430-X)
- (Wilfred's Wolf. 1994 ISBN 0-370-31887-0)
- (Granny Grimm's Gruesome Glasses. 1995 ISBN 0-7136-4159-2)
- (Ronny and the Giant Millipede. 1995 ISBN 0-7445-4115-8)
- (The Witch's Tears. 1996 ISBN 0-00-674682-9)
- (Alien on the 99th Floor. 1996 ISBN 0-434-96749-1)
- Im Garten der Gespenster. 2002 ISBN 3-7855-4093-0 (The Owl Tree. 1997 ISBN 0-7445-4142-5)
- (Seth and the Strangers. 1997 ISBN 0-7497-2884-1)
- (Hot Dog, Cool Cat. 1997 ISBN 0-7497-2751-9)
- (The Dragon's Child. 1997 ISBN 0-340-67303-6)
- (Toby in the Dark. 1999 ISBN 0-7445-4199-9)
- (Dog Star. 1999 ISBN 0-7445-5900-6)
- (Ill Will, Well Nell. 2000 ISBN 0-7497-3910-X)
- (Tom and the Pterosaur. 2001 ISBN 0-7445-4178-6)
- Das Gewächshaus des Schreckens. 2003 ISBN 3-423-62142-7 (The Bodigulpa. 2001 ISBN 0-333-94997-8)
- (The Night of the Unicorn. 2003 ISBN 0-7445-9072-8)
- (Invisible Vinnie. 2003 ISBN 0-552-54991-6)

### Weitere Bilderbücher
- (The Starlight Cloak. 1990 ISBN 0-8037-1508-0)
- (The Bears Will Get You. 1990 ISBN 0-416-15132-9)
- Drei Hexen, drei Katzen und die singenden Mäuse. 1993 ISBN 3-8067-4114-X (The Witches and the Singing Mice. 1993 ISBN 0-8037-1509-9)
- (Something Wonderful. 2001 ISBN 0-00-761109-9)
- (Beak and Whisker. 2002 ISBN 0-7497-4854-0)
- (Pig on a Swing. 2003 ISBN 0-340-85241-0)
- (Matty Mouse. 2003 ISBN 1-4052-0591-1)
- (The Beasties. 2010 ISBN 978-1-4052-4204-2, illustriert von Gwen Millward)

## Auszeichnungen
- 1986 für The Snow Spider den „Nestlé Smarties Book Prize“.[1]
- 1987 für The Snow Spider den „Tir na n-Og Award“ in der Kategorie bestes englischsprachiges Buch mit walisischem Hintergrund.[2]
- 1997 für The Owl Tree den „Gold Award des Nestlé Smarties Book Prize“ in der Kategorie 6 - 8 Jahre.[1]

## Interviews
- Wendy Cooling: An Interview with Jenny Nimmo. 1999 ISBN 0-7497-3862-6 und 2003 ISBN 1-4052-0411-7
- Jenny Nimmos Interview (Chat) mit Schülern und Lehrern vom 4. bis 22. Oktober 2004 (Memento vom 8. Juli 2006 im Internet Archive) für Scholastic Inc.
- Sindy: Jenny Nimmo, Children's Author Interview für Kidzworld Media. 2005
- Associated Press: Author has big surprise in store for the other magical British boy. In: Washington Post vom 24. Juli 2006